# Il re alla caccia
Il re alla caccia (deutscher Titel: Der König auf der Jagd) ist eine Opera buffa (Originalbezeichnung: „Dramma giocoso“) in drei Akten von Baldassare Galuppi (Musik) mit einem Libretto von Carlo Goldoni nach Michel-Jean Sedaines Libretto zur Opéra-comique Le roi et le fermier von Pierre-Alexandre Monsigny (Paris 1762). Sie wurde im Herbst 1763 im Teatro San Samuele in Venedig uraufgeführt.

## Handlung
“L’argomento di quest’opera è fondato sopra un’antica tradizione, che tuttavia si mantiene e passa per un’istoria. L’hanno posta gl’inglesi sopra la scena, di là l’hanno tratta i francesi, l’autore italiano se ne vale pel suo paese. Ciascheduno l’ha vestita alla sua maniera; le cose principali si trovano in tutti, e le invenzioni si possono rilevar dal confronto.”

„Der Inhalt dieser Oper, gründet sich auf eine alte Erdichtung, die man überall behauptet, und für eine wahre Geschichte hält. Die Engelländer haben selbige zuerst auf die Schaubühne gebracht, darauf haben sie die Franzosen abgehandelt. Der Italienische Verfaßer bedienet sich derselben zu dem Nutzen seines Landes. Jedweder hat sie nach seiner Art eingekleidet. Die Hauptumstände trift man bey allen an, die Erfindungen aber, laßen sich aus dem Zusammenhange schließen.“

### Kurzfassung
Erster Akt. Bei einem Jagdausflug des englischen Königs Enrico IV beschwert sich Miledi Marignon über ihren Verlobten Milord Fidelingh, der sie verlassen habe, um der Müllerin Giannina nachzustellen. Fidelingh gesteht seinem Freund Riccardo, dass er Giannina unter einem Vorwand in sein Schloss gelockt habe, um sie dort nach der Jagd zu verführen. Gianninas Geliebter, der Jagdaufseher Giorgio, befürchtet, sie sei ihm untreu geworden. Der Waldhüter Pascale versucht vergeblich, ihn zu beruhigen. Giorgio ist so wütend, dass ihm seine Schwester Lisetta nur mit Mühe berichten kann, dass Giannina bereits aus dem Schloss geflohen ist. Diese trifft ein und erzählt den genauen Hergang ihrer Entführung. Sie und Giorgio versöhnen sich. Auch Pascale und Lisetta lieben einander, haben sich ihre Gefühle aber noch nicht offenbart. Plötzlich bricht ein heftiges Gewitter aus. Die beiden Paare ziehen sich in Pascales Hütte zurück, und die Jagdgesellschaft zerstreut sich.
Zweiter Akt. Giorgio trifft auf den allein umherirrenden König und bringt ihn in Gianninas Mühle, ohne ihn zu erkennen. Marignon hört aus einem Versteck heraus, wie Fidelingh sie vor Riccardo verspottet. Es kommt zu einem heftigen Streit. Pascale tritt dazwischen und lässt die beiden Männer von seinen Leuten festnehmen. In der Mühle warten Giannina und Lisetta auf Giorgio. Dieser trifft der kurz darauf mit dem König ein, der sich als Höfling des Königs vorstellt. Sie bewirten ihn mit einem bescheidenen Mahl und erzählen ihm von Gianninas Entführung in der Hoffnung, dass er sich beim König für eine Bestrafung Fidelinghs einsetzen werde. Nachdem Giorgio übermütig ein Weinglas fortgeworfen hat, bietet der König Giannina als Ausgleich einen Beutel mit Geld an. Giorgio und Giannina weisen ihn zurück, doch Lisetta nimmt ihn an. Pascale bringt seine beiden Gefangenen zur Mühle. Giorgio stellt Fidelingh zur Rede, und der gibt die Entführung hochmütig zu. Erst jetzt bemerkt Pascale unter den Anwesenden den König, der nun weiß, dass die Vorwürfe gegen Fidelingh berechtigt waren. Er lässt den Lord abführen und erhebt Giorgio in den Adelsstand.
Dritter Akt. Da Fidelingh Reue zeigt und sich mit Marignon versöhnen will, vergeben sie und der König ihm sein Vergehen. Giorgio und Giannina sind durch ihren gesellschaftlichen Aufstieg stolz geworden und wollen Pascale die Hand Lisettas verweigern. Erst als der König sie dafür zurechtweist und Pascale zum Hauptmann ernennt, kommen sie wieder zur Vernunft. Die Oper endet mit der vom König persönlich ausgerichteten Hochzeitsfeier der drei Paare.

### Erster Akt

Bild aus der Textausgabe, Venedig 1794

Weitläufiger Wald mit einzeln stehenden Bäumen; im Hintergrund ein großes offenes Zelt mit einer gedeckten Tafel zur Erfrischung des Königs und seiner Höflinge während der Jagd
Szene 1. Der englische König Enrico IV, Milord Fidelingh, Riccardo und weitere Höflinge sitzen vornehm gekleidet am Tisch, während die Jäger ihres Gefolges ein Jagdlied singen (Chor der Jäger: „Cervi leggieri, cignali feroci“). Ein Jäger teilt Riccardo mit, dass Miledi Marignon eingetroffen sei und den König zu sprechen wünsche. Riccardo, der vermutet, dass sie Fidelingh eines Verbrechens bezichtigen will, informiert diesen. Fidelingh hat kurz zuvor seine Verlobung mit der Witwe Marignon gelöst, weil er sich in die schöne Müllerin Giannina verliebt hatte. Er hat diese unter einem Vorwand in seinem Schloss einquartiert und hofft, dort ihre Liebe zu gewinnen (Fidelingh: „Se di sangue e di bellezza“). Er zieht sich zurück, um Marignon nicht zu begegnen.
Szene 2. Der König gestattet Marignon, vorzutreten.
Szene 3. Miledi Marignon beklagt sich beim König über Fidelinghs Verhalten. Enrico verspricht, der Sache nachzugehen (König: „Bella virtù v’insegni“). Er lässt die Jagd fortsetzen.
Szene 4. Riccardo versichert der aufgebrachten Marignon, dass der König gerecht urteilen werde, und bittet sie, sich zu beruhigen (Riccardo: „Bellezze stizzose“).
Szene 5. Marignon kann sich nicht beruhigen. Wenn der König ihr kein Recht verschaffen sollte, will sie selbst zur Rache schreiten (Miledi: „Se il terren resiste ingrato“).
Belaubter Bereich am Waldeingang; auf einer Seite das Haus Giorgios
Szene 6. Der Jagdaufseher Giorgio, der Waldhüter Pascale und vier bewaffnete Aufseher halten Wache. Giorgio ist verzweifelt, weil ihm Milord Fidelingh seine Geliebte Giannina abspenstig gemacht hat und er nicht weiß, ob sie entführt wurde oder ihm freiwillig folgte (Giorgio: „Corpo di Bacco! Son disperato“). Pascale findet, eine Frau sei diesen Ärger gar nicht wert. Sie werde schon irgendwann zurückkehren. Er solle sich lieber um seine Schwester Lisetta kümmern. Dennoch kann Giorgio nur noch an seine Rache an Fidelingh denken.
Szene 7. Giorgio lässt seine Wut an Lisetta aus, sodass sie in Tränen ausbricht und ihm nur mit Mühe berichten kann, dass Giannina bereits zurückgekehrt ist (Lisetta: „Volei dirvi… che Giannina…“). Sie lässt ihren Bruder schwören, Giannina keine Vorwürfe zu machen (Lisetta: „Perdonate… all’innocente…“) und geht fort, um sie zu holen.
Szene 8. Giorgio schickt die anderen weg, um alleine mit Giannina sprechen zu können.
Szene 9. Als Giannina eintrifft, tritt Giorgio für einen Moment beiseite, da er noch zu aufgebracht ist, um mit ihr sprechen zu können. So hört er, wie Giannina sich über Fidelingh lustig macht, dem sie bei der ersten Gelegenheit entschlüpft ist (Giannina: „Milordino, milordino“). Giorgio ist erleichtert. Auf seine Bitte hin erzählt sie, dass sie von einem Bediensteten auf das Schloss gebracht worden sei, während sich der Lord auf der Jagd befand. Eine Dienstmagd habe ihr im Auftrag Fidelinghs Geld angeboten, um sie ihm gefügig zu machen. Sie habe es zurückgewiesen und sei anschließend aus dem Fenster gesprungen, um zu fliehen. Giorgio bittet sie um Verzeihung für seinen Verdacht (Giorgio: „Guardami un poco almeno“).
Szene 10. Giannina erzählt Lisetta von ihrer Versöhnung mit Giorgio und erfährt im Gegenzug von Lisettas Interesse an Pascale.
Szene 11. Auch Pascale möchte wissen, wie es Giannina ergangen ist. Sie beklagt sich über die Neigung der Männer, die Frauen nur während ihrer Jugend zu lieben (Giannina: „Ch’ingiustizia maladetta“).
Szene 12. Pascale versichert Lisetta, dass nicht alle Männer so schlimm wie Fidelingh seien, und deutet ihr zaghaft seine Liebe für sie an.
Szene 13. Pascale ist sich sicher, dass Lisetta seine Gefühle erwidert. Er will ihr seine Liebe offen gestehen (Pascale: „Perché vogliamo noi“).
Szene 14. Giorgio würde gerne mit Giannina über ihre Hochzeit sprechen. Sie wird jedoch von ihrer kranken Mutter erwartet, während Giorgio seinen Posten nicht verlassen darf. Ein plötzlich ausbrechendes Unwetter zwingt Giannina zum Bleiben. Es wird finster. Giorgio ist noch immer wütend auf Fidelingh (Quartett: „Quando penso a quel Milordo…“). Während des Gewitters gerät die Jagdgesellschaft des Königs in Unordnung. Die beiden Paare begeben sich zum Schutz in Pascales Hütte. Sie wollen in Gesprächen über die Liebe Trost suchen.

### Zweiter Akt
Ein Wald mit einem zugänglichen Hügel und einzelnen Bäumen; weitgehende Finsternis
Szene 1. Während ihrer Wache treffen Giorgio und Pascale aufeinander, können sich aber in der Dunkelheit kaum erkennen (Giorgio, Pascale: „Chi va là?“). Giorgio informiert ihn darüber, dass er die beiden Frauen in Gianninas Mühle gebracht habe, wo sie die Nacht gemeinsam verbringen wollen. Die Jagdgesellschaft sei während des Gewitters zerstreut worden, und der König werde vermisst. Beide wollen bei der Suche helfen und tappen dabei wie blind durch die Dunkelheit.
Szene 2. Der König steigt den Hügel herab, wobei er sich mit seinem Degen zwischen den Bäumen hindurchtastet (König: „Infelice… io son perduto…“).
Szene 3. Giorgio trifft auf den König, der seine Identität vorsichtshalber verschweigt und sich als Höfling vorstellt. Giorgio gibt ihm seinen Stock, auf den er sich besser stützen könne als auf den Degen. Der König bittet ihn, ihn nach Sherwood zu führen. Da das jedoch drei Meilen entfernt liegt, schlägt Giorgio vor, stattdessen zur Mühle zu gehen. Er erzählt seinem Begleiter von seinem Ärger mit Fidelingh, gegen den er gerne den König um Hilfe bitten würde (Giorgio, Re: „Figurate che voi siate“).
Szene 4. Auch Miledi Marignon irrt hilflos im Wald herum. Als sie Geräusche hört, versteckt sie sich zwischen den Sträuchern.
Im Inneren des Waldes
Szene 5. Marignon hört, wie Milord Fidelingh sie vor Riccardo schmäht. Sie tritt hervor, um ihm ihre Meinung zu sagen. Fidelingh will sich mit Riccardo zurückziehen, ergreift dabei aber versehentlich Marignons Hand anstelle derjenigen seines Freundes. Es kommt zum Streit, und Marginon zieht einen Dolch, um ihrem Zorn Ausdruck zu verleihen.
Szene 6. Pascale kommt hinzu und ruft nach seinen Leuten (Pascale: „Fuori guardie, ed attaccate“). Diese nehmen Fidelingh und Riccardo nach kurzem Kampf fest. Pascale bemerkt jetzt auch die Lady und reicht ihr seine Hand (Pascale: „A quest’ora a voi non lice“).
Szene 7. Pascale erkennt unter seinen beiden Gefangenen Gianninas Entführer, Milord Fidelinghl, und macht sich über ihn lustig. Fidelingh kann dieses Verhalten eines gesellschaftlich unter ihm stehenden Menschen kaum ertragen (Fidelingh: „Può minacciare il fato“). Die Wachleute führen ihn und Riccardo ab.
Szene 8. Pascale versucht, Marignon zu trösten: Sie sei nicht die einzige Frau, die von ihrem Geliebten verlassen wurde (Pascale: „Per tutto ove son stato“).
Szene 9. Marignon sehnt sich nach dem Tod (Miledi: „Fra l’orror di queste selve“).
Mit Bäumen bepflanzter Vorhof von Gianninas Anwesen; auf der einen Seite das Haus, auf der anderen eine Ziehbrücke zur Mühle
Szene 10. Giannina findet den Anblick des unermüdlich arbeitenden Mühlwerks beruhigend (Giannina: „Bella cosa è il vedere un mulino“). Lisetta macht sich Sorgen, weil Giorgio noch nicht zurückgekehrt ist. Zur Ablenkung greifen die beiden zu Hausarbeiten und singen ein Lied (Lisetta, Giannina: „L’amore è dolce cosa, a dir io sento“).
Szene 11. Giorgio bringt den noch immer unerkannten König zur Mühle und stellt ihm die beiden Frauen vor. Der vermeintliche Höfling versichert ihnen, dass der König ihnen Gerechtigkeit verschaffen werde. Giorgio weist Giannina darauf hin, dass ihr Gast nach der Jagd sicher müde sei. Sie versteht nicht, wie man daran Gefallen finden kann (Giannina: „Una cosa fastidiosa“), und zieht sich zurück, um das Essen zuzubereiten.
Szene 12. Giorgio schickt Lisetta hinterher, damit sie Giannina helfen kann.
Szene 13. Giorgio erzählt dem König, wie sehr er es genießt, nach einem harten Arbeitstag den Abend bei Giannina zu verbringen.
Szene 14. Die beiden Frauen bringen den zum Abendessen gedeckten Tisch herein. Der König hält sich vornehm zurück und greift erst nach einem Trinkspruch auf die Gesundheit des Königs zu einem Glas Wein. Anschließend wirft Giorgio übermütig sein Glas fort. Da sich Giannina darüber ärgert, will der König ihr zum Ausgleich einen Beutel Geld geben. Den weist Giorgio in aller Bescheidenheit zurück (Giorgio: „In questo mondo fra li signori“). Er geht hinaus, um ihr eines seiner eigenen Gläser als Ersatz zu holen.
Szene 15. Der König versichert Giannina, dass sie sein Geld ruhig annehmen könne, wenn sie den Geber kennen würde. Lisetta stimmt ihm zu. Im Gegensatz zu Fidelingh habe er gute Absichten. Da Giannina den Beutel weiterhin zurückweist, gibt der König ihn Lisetta. Sie will das Geld als Mitgift nutzen und bringt es in die Mühle (Lisetta: „Sarebbe uno sproposito“).
Szene 16. Giorgio kehrt mit einem neuen Glas zurück. Als er sieht, dass der König mit Giannina alleine ist, wird er sofort wieder eifersüchtig. Lisetta berichtet, dass die Wächter zwei Gefangene zur Mühle bringen. Giorgio lässt schnell den Tisch forttragen, und die beiden Frauen setzen sich so, dass die Ankömmlinge den König nicht gleich sehen.
Szene 17. Pascale und die Wächter führen Fidelingh und Riccardo herein. Giannina versteckt sich schnell, als sie den Lord erkennt. Giorgio fragt Fidelingh direkt, ob er Giannina entführt habe. Der gibt das höhnisch zu und droht zugleich mit einer Strafe für seine Verhaftung. Da erkennt Riccardo den König, und alle verneigen sich. Der König weiß nun, dass die Vorwürfe gegen Fidelingh berechtigt waren. Fidelingh greift zu verschiedenen unglaubwürdigen Ausflüchten, kann aber nicht verhindern, dass der König ihn abführen lässt. Riccardo sagt sich von seinem Freund los, bevor er ebenfalls abgeführt wird. Die beiden Paare preisen den König und bitten ihn um Entschuldigung für ihr Verhalten („Sire, perdon, perdono“). Der König lässt sich von Giorgio seinen Degen zurückgeben und nutzt ihn gleich, um ihn in den Adelstand zu erheben.

### Dritter Akt
Schattige Gegend vor dem Wald
Szene 1. Der König erklärt seinen Leuten, dass er Fidelingh vergeben werde, wenn er wenigstens eines seiner beiden Vergehen wiedergutmache. Er lässt Pascale vortreten und fordert ihn auf, Marignon zu holen. Bevor Pascale geht, nennt er dem König einige seiner Fähigkeiten wie Schreiben, Rechnen und Haushaltsführung (Pascale: „Per esempio, l’esercizio“).
Szene 2. Riccardo versichert dem König, dass er keinen Anteil an den Verbrechen Fidelinghs habe. Der König ist bereit, die Anklage fallenzulassen. Er habe beschlossen, die Hochzeitsfeier Gianninas und Giorgios auszurichten, und Riccardo soll die nötigen Vorbereitungen treffen. Der verspricht das und erkennt, dass sich auch der König durch die Liebe beeinflussen lässt (Riccardo: „Egli è reo di quell’amore“).
Szene 3. Der König verspricht Marignon, ihr zu ihrem Recht zu verschaffen.
Szene 4. Fidelingh bittet den König und Marignon um Vergebung für seine Fehler, die er bereue. Beide sind bereit, ihm zu verzeihen.
Szene 5. Marignon verlangt als Beweis seiner Reue Fidelinghs Hand, verzichtet aber vorerst auf sein Herz, dem sie nicht traut. Dennoch schwört ihr Fidelingh seine von Neuem entbrannte Liebe (Marignon/Fidelingh: „Bastami il don per ora“).
Szene 6. Giannina freut sich über ihre bevorstehende Ehe und den dadurch bedingten Aufstieg in den Adelsstand (Giannina: „Son la sposa e son signora“). Giorgio berichtet, dass ihm der König ein Lehnsgut mit jährlichen Einnahmen von 4000 Guineen geschenkt habe. Giannina würde am liebsten nach London ziehen und ihre Mühle vergessen. Zu ihrer Enttäuschung reicht der Betrag dafür nicht ganz aus.
Szene 7. Lisetta erzählt Giorgio und Giannina von ihrer Liebe zu Pascale. Der steht aber nun gesellschaftlich unter ihnen, sodass Giorgio einer Ehe nicht zustimmen kann. Lisetta kann diese Antwort nicht akzeptieren. Sie will den König um Hilfe bitten (Lisetta: „Oh cospetto della luna“).
Szene 8. Giorgio und Giannina denken darüber nach, wie sie sich aus dieser Lage befreien können.
Szene 9. Der König erscheint mit zwei Wachleuten. Er ist enttäuscht über Giorgios Verhalten, dessen einstige Bescheidenheit offenbar durch Hochmut und Ehrgeiz abgelöst wurde. Er bittet ihn um Mäßigung (König: „Se rallentate il freno“).
Szene 10. Giorgio und Giannina sehen ihren Fehler ein. Als Pascale kurz darauf berichtet, dass er zum Hauptmann der Infanterie ernannt wurde, stimmt Giorgio der Hochzeit mit seiner Schwester zu.
Szene 11. Giorgio und Giannina sind jetzt vollkommen glücklich (Giorgio/Giannina: „Sposina mia diletta“). Sie wollen weiterhin auf dem Land bleiben und ihr Leben genießen.
Weites Feld mit kleinen Bäumen, deren Kronen mit Blumen geschmückt sind; auf einer Seite das offene königliche Zelt mit einem Sessel in Gestalt eines Thrones
Szene 12 „ultima“. Zum Klang einer Sinfonie treffen die Jäger und die Wachleute ein. Es folgt der König, der, bedient von Riccardo, seinen Platz einnimmt. Tänzer und Tänzerinnen bilden paarweise einen Kreis und verneigen sich vor dem König. Desgleichen tun die drei Brautpaare Marignon und Fidelingh, Lisetta und Pascale sowie Giannina und Giorgio. Sie preisen den König („Sotto i reali auspici“), und die Oper endet mit einem Ball oder einem Bauerntanz.

## Werkgeschichte

Deutsches Titelblatt des Librettos, Dresden 1767

Das Libretto dieser Oper stammt wie das von vielen anderen Opern Baldassare Galuppis von dem venezianischen Komödiendichter Carlo Goldoni. Es basiert auf Michel-Jean Sedaines Libretto zur Opéra-comique Le roi et le fermier von Pierre-Alexandre Monsigny (Paris 1762) und behandelt die Begegnung einer vornehmen Jagdgesellschaft mit einfachen Landbewohnern. Es handelt sich um Goldonis zweites Libretto nach seiner Ankunft in Paris. Der Name „Fidelingh“ ist möglicherweise eine Anspielung an Henry Fielding, den Autor des Romans Tom Jones.
Bei der Uraufführung im Herbst 1763 im Teatro San Samuele in Venedig sangen Benedetto Bianchi (Enrico IV), Ferdinando Pasini (Milord Fidelingh), Teresa Pasi (Miledi Marignon), Rosa Barattieri (Giannina), Anna Maria Janni (Lisetta), Domenico De Angelis (Giorgio), Giuseppe Pinetti (Pascale) und Camilla Pasi (Riccardo). Das Bühnenbild stammte von Giovan Francesco Costa, die Kostüme von Gio. Battista Costa und die Choreografie der Tänze von Giovanni Battista Galantini.
Weitere belegbare historische Produktionen waren:
- April 1764: Turin, Teatro Carignano
- Herbst 1764: Verona, Teatro dell’Accademia Vecchia
- Dezember 1764: Barcelona, als El rey a la caza
- Karneval 1765: Bergamo
- Karneval 1765: Brescia
- 7. Januar 1765: Macerata
- Karneval 1767: Kleines Hoftheater
- Sommer 1768: Prag, königliches Theater
- Herbst 1769: Bologna, Teatro Formagliari
- 1770: Dresden: Kleines Hoftheater
- 1770: Madrid
- 1774: Bastia

Nachfolgende Vertonungen des Librettos stammen von den Komponisten Felice Alessandri (London 1769), Giuseppe Ponzo (vermutlich Malta 1775) und Angelo Tarchi (Neapel 1780).
In neuerer Zeit nahm sich der Dirigent Giulio Svegliado des Werks an. Nach einer konzertanten Aufführung in Padua 1998 dirigierte er im Jahr 2000 auch eine szenische Produktion im Teatro Goldoni in Venedig. Von beiden Aufführungen wurden Mitschnitte veröffentlicht.

## Aufnahmen
- Oktober 1998 – Giulio Svegliado (Dirigent), Collegium Symphonium Veneto.
 Claudio Zancopè (Enrico IV), Vito Martino (Milord Fidelingh), Giovanna Donadini (Miledi Marignon), Sonia Zaramella (Giannina), Roberta Canzian (Lisetta), Nicola Pamio (Giorgio), Filippo Piccolo (Pascale), Alla Simonischvili (Riccardo).
 Live, konzertant aus Padua.
 Bongiovanni 20005 (2 CDs, enthält auch die DVD des Videomitschnitts aus Venedig).[12]
- 8. April 2000 – Giulio Svegliado (Dirigent), Renato Stanisci (Inszenierung), Marino Bortolotti (Kostüme), Collegium Symphonium Veneto.
 Claudio Zancopè (Enrico IV), Vito Martino (Milord Fidelingh), Giovanna Donadini (Miledi Marignon), Elena Belfiore (Giannina), Roberta Canzian (Lisetta), Maurizio Dalena (Giorgio), Daniele Gaspari (Pascale), Alla Simonischvili (Riccardo).
 Video; live aus dem Teatro Goldoni in Venedig.
 Bongiovanni 20005 (DVD, enthält auch die beiden CDs der Audioaufnahme aus Padua).[13]

## Digitalisate
- Il re alla caccia: Noten und Audiodateien im International Music Score Library Project
- Libretto (italienisch), Venedig 1763. Digitalisat der Library of Congress
- Der König auf der Jagd. Libretto (italienisch/deutsch), Dresden 1767. Digitalisat der Staats- und Universitätsbibliothek Dresden
- Goldoni, Opere teatrali 37. Drammi giocosi per musica. Tomo 3. Antonio Zatta, Venedig 1794. Digitalisat bei Google Books